# Crnoštica
Crnoštica (cyr. Црноштица) – wieś w Serbii, w okręgu pczyńskim, w gminie Bosilegrad. W 2011 roku liczyła 144 mieszkańców.